# Aguahí
Aguahí (auch: Haguay) ist eine Ortschaft im Departamento Santa Cruz im Tiefland des südamerikanischen Anden-Staates Bolivien.

## Lage im Nahraum
Aguahí ist eine Ortschaft im Municipio Fernández Alonso in der Provinz Obispo Santistevan. Der Ort liegt auf einer Höhe von 233 m im Feuchtgebiet zwischen den Flüssen Río Piraí und Río Grande. Das Municipio San Pedro mit etwa 10.000 Einwohnern ist Kolonisationsgebiet und wird intensiv landwirtschaftlich genutzt.

## Geographie
Aguahí liegt im tropischen Feuchtklima vor dem Ostrand der Anden-Gebirgskette der Cordillera Oriental. Die Region ist erst in den letzten Jahrzehnten erschlossen worden und war vor der Kolonisierung von Monsunwald bedeckt, ist heute aber größtenteils Kulturland.
Die mittlere Durchschnittstemperatur der Region liegt bei knapp 25 °C (siehe Klimadiagramm San Pedro), die Monatswerte schwanken zwischen 21 °C im Juni/Juli und 26 bis 27 °C von Oktober bis März. Der Jahresniederschlag beträgt fast 1500 mm, die Monatsniederschläge sind ergiebig und liegen zwischen 50 mm im Juli und 250 mm im Januar.

## Verkehrsnetz
Aguahí liegt in einer Entfernung von 128 Straßenkilometern nördlich von Santa Cruz, der Hauptstadt des Departamentos.
Vom Zentrum von Santa Cruz führt die asphaltierte Nationalstraße Ruta 4 über 57 Kilometer in nördlicher Richtung bis Montero, von dort die Ruta 10 weiter nach Norden über General Saavedra, Mineros und Fernández Alonso nach Aguahí und weiter in nordwestlicher Richtung über San José del Norte, Sagrado Corazón und San Pedro nach Hardeman.

## Bevölkerung
Die Einwohnerzahl der Ortschaft ist in den vergangenen zwei Jahrzehnten auf fast das Doppelte angestiegen:
| Jahr | Einwohner | Quelle       |
| ---- | --------- | ------------ |
| 1992 | 290       | Volkszählung |
| 2001 | 669       | Volkszählung |
| 2012 | 542       | Volkszählung |
| 2024 |           | Volkszählung |

Aufgrund der seit den 1960er Jahren durch die Politik geförderten Zuwanderung indigener Bevölkerung aus dem Altiplano weist die Region einen nicht unerheblichen Anteil an Quechua-Bevölkerung auf, im Municipio San Pedro sprechen 54,9 Prozent der Bevölkerung Quechua.